# Sindaci di Colonia
Di seguito l'elenco cronologico dei sindaci di Colonia e delle altre figure apicali equivalenti che si sono succedute nel corso della storia.

## Repubblica di Weimar (1918-1933)
| Sindaci (Oberbürgermeister) (1918-1933) | Sindaci (Oberbürgermeister) (1918-1933) | Sindaci (Oberbürgermeister) (1918-1933) | Sindaci (Oberbürgermeister) (1918-1933) | Sindaci (Oberbürgermeister) (1918-1933) | Sindaci (Oberbürgermeister) (1918-1933) |
| Nominativo                              | Nominativo                              | Partito                                 | Partito                                 | Mandato                                 | Mandato                                 |
| Nominativo                              | Nominativo                              | Partito                                 | Partito                                 | Inizio                                  | Fine                                    |
| --------------------------------------- | --------------------------------------- | --------------------------------------- | --------------------------------------- | --------------------------------------- | --------------------------------------- |
|                                         | Konrad Adenauer                         |                                         | Partito di Centro Tedesco               | 9 novembre 1918                         | 13 marzo 1933                           |

## Germania nazista (1933-1945)
| Sindaci (Oberbürgermeister) nominati dal governo (1933-1945) | Sindaci (Oberbürgermeister) nominati dal governo (1933-1945) | Sindaci (Oberbürgermeister) nominati dal governo (1933-1945) | Sindaci (Oberbürgermeister) nominati dal governo (1933-1945) | Sindaci (Oberbürgermeister) nominati dal governo (1933-1945) |
| Nominativo                                                   | Partito                                                      | Partito                                                      | Mandato                                                      | Mandato                                                      |
| Nominativo                                                   | Partito                                                      | Partito                                                      | Inizio                                                       | Fine                                                         |
| ------------------------------------------------------------ | ------------------------------------------------------------ | ------------------------------------------------------------ | ------------------------------------------------------------ | ------------------------------------------------------------ |
| Günter Riesen                                                |                                                              | Partito Nazionalsocialista Tedesco dei Lavoratori            | 13 marzo 1933                                                | 8 dicembre 1936                                              |
| Karl Georg Schmidt                                           |                                                              | Partito Nazionalsocialista Tedesco dei Lavoratori            | 20 gennaio 1937                                              | 26 novembre 1940                                             |
| Peter Winkelnkemper                                          |                                                              | Partito Nazionalsocialista Tedesco dei Lavoratori            | 3 gennaio 1941                                               | 20 giugno 1944                                               |
| Robert Brandes (Commissario)                                 |                                                              | Partito Nazionalsocialista Tedesco dei Lavoratori            | 20 giugno 1944                                               | 6 marzo 1945                                                 |

## Zona di occupazione britannica (1945-1949)
| Sindaci (Oberbürgermeister) nominati dal comando militare britannico (1945-1949) | Sindaci (Oberbürgermeister) nominati dal comando militare britannico (1945-1949) | Sindaci (Oberbürgermeister) nominati dal comando militare britannico (1945-1949) | Sindaci (Oberbürgermeister) nominati dal comando militare britannico (1945-1949) | Sindaci (Oberbürgermeister) nominati dal comando militare britannico (1945-1949) | Sindaci (Oberbürgermeister) nominati dal comando militare britannico (1945-1949) |
| Nominativo                                                                       | Nominativo                                                                       | Partito                                                                          | Partito                                                                          | Mandato                                                                          | Mandato                                                                          |
| Nominativo                                                                       | Nominativo                                                                       | Partito                                                                          | Partito                                                                          | Inizio                                                                           | Fine                                                                             |
| -------------------------------------------------------------------------------- | -------------------------------------------------------------------------------- | -------------------------------------------------------------------------------- | -------------------------------------------------------------------------------- | -------------------------------------------------------------------------------- | -------------------------------------------------------------------------------- |
|                                                                                  | Willi Suth                                                                       |                                                                                  | Unione Cristiano-Democratica di Germania                                         | 16 marzo 1945                                                                    | 4 maggio 1945                                                                    |
|                                                                                  | Konrad Adenauer                                                                  |                                                                                  | Unione Cristiano-Democratica di Germania                                         | 4 maggio 1945                                                                    | 6 ottobre 1945                                                                   |
|                                                                                  | Willi Suth (Commissario)                                                         |                                                                                  | Unione Cristiano-Democratica di Germania                                         | 6 ottobre 1945                                                                   | 20 novembre 1945                                                                 |
|                                                                                  | Hermann Pünder                                                                   |                                                                                  | Unione Cristiano-Democratica di Germania                                         | 20 novembre 1945                                                                 | 31 maggio 1948                                                                   |
|                                                                                  | Ernst Schwering                                                                  |                                                                                  | Unione Cristiano-Democratica di Germania                                         | 1º luglio 1948                                                                   | 15 novembre 1948                                                                 |
|                                                                                  | Robert Görlinger                                                                 |                                                                                  | Partito Socialdemocratico di Germania                                            | 15 novembre 1948                                                                 | 9 dicembre 1949                                                                  |

## Repubblica Federale di Germania (dal 1949)
| Sindaci (Oberbürgermeister) eletti dal Consiglio cittadino (1949-1999)   | Sindaci (Oberbürgermeister) eletti dal Consiglio cittadino (1949-1999) | Sindaci (Oberbürgermeister) eletti dal Consiglio cittadino (1949-1999) | Sindaci (Oberbürgermeister) eletti dal Consiglio cittadino (1949-1999) | Sindaci (Oberbürgermeister) eletti dal Consiglio cittadino (1949-1999) | Sindaci (Oberbürgermeister) eletti dal Consiglio cittadino (1949-1999) | Sindaci (Oberbürgermeister) eletti dal Consiglio cittadino (1949-1999) |
| Nominativo                                                               | Nominativo                                                             | Partito                                                                | Partito                                                                | Mandato                                                                | Mandato                                                                | Elezione                                                               |
| Nominativo                                                               | Nominativo                                                             | Partito                                                                | Partito                                                                | Inizio                                                                 | Fine                                                                   | Elezione                                                               |
| ------------------------------------------------------------------------ | ---------------------------------------------------------------------- | ---------------------------------------------------------------------- | ---------------------------------------------------------------------- | ---------------------------------------------------------------------- | ---------------------------------------------------------------------- | ---------------------------------------------------------------------- |
|                                                                          | Ernst Schwering                                                        |                                                                        | Unione Cristiano-Democratica di Germania                               | 9 dicembre 1949                                                        | 23 novembre 1950                                                       | ?                                                                      |
|                                                                          | Robert Görlinger                                                       |                                                                        | Partito Socialdemocratico di Germania                                  | 23 novembre 1950                                                       | 8 novembre 1951                                                        | ?                                                                      |
|                                                                          | Ernst Schwering                                                        |                                                                        | Unione Cristiano-Democratica di Germania                               | 8 novembre 1951                                                        | 9 novembre 1951                                                        | ?                                                                      |
|                                                                          | Theo Burauen                                                           |                                                                        | Partito Socialdemocratico di Germania                                  | 9 novembre 1951                                                        | 17 dicembre 1973                                                       | ?                                                                      |
|                                                                          | John van Nes Ziegler                                                   |                                                                        | Partito Socialdemocratico di Germania                                  | 20 dicembre 1973                                                       | 28 ottobre 1980                                                        | ?                                                                      |
|                                                                          | Norbert Burger                                                         |                                                                        | Partito Socialdemocratico di Germania                                  | 28 ottobre 1980                                                        | 30 settembre 1999                                                      | ?                                                                      |
| Sindaci (Oberbürgermeister) eletti direttamente dai cittadini (dal 1999) |                                                                        |                                                                        |                                                                        |                                                                        |                                                                        |                                                                        |
| Nominativo                                                               | Nominativo                                                             | Partito                                                                | Partito                                                                | Mandato                                                                | Mandato                                                                | Elezione                                                               |
| Nominativo                                                               | Nominativo                                                             | Partito                                                                | Partito                                                                | Inizio                                                                 | Fine                                                                   | Elezione                                                               |
|                                                                          | Harry Blum                                                             |                                                                        | Unione Cristiano-Democratica di Germania                               | 1º ottobre 1999                                                        | 17 marzo 2000                                                          |                                                                        |
|                                                                          | Fritz Schramma                                                         |                                                                        | Unione Cristiano-Democratica di Germania                               | 20 settembre 2000                                                      | 20 ottobre 2009                                                        | Elezione 2000                                                          |
|                                                                          | Jürgen Roters                                                          |                                                                        | Partito Socialdemocratico di Germania                                  | 21 ottobre 2009                                                        | 20 ottobre 2015                                                        | Elezione 2009                                                          |
|                                                                          | Henriette Reker                                                        |                                                                        | Indipendente                                                           | 22 ottobre 2015                                                        | in carica                                                              | Elezione 2015                                                          |
| Elezione 2020                                                            | Henriette Reker                                                        |                                                                        | Indipendente                                                           | 22 ottobre 2015                                                        | in carica                                                              |                                                                        |